# Vaso Kolyvan
Il Vaso di Kolyvan (in russo Большая колыванская ваза?) è un vaso risalente al periodo neoclassico russo-pietroburghese ispirato all'arte scitico-altaica. È conservato presso l'Ermitage di San Pietroburgo.

## Storia
Il vaso di Kolyvan, voluto dallo zar Nicola I, è in stile neoclassico, ma vuol richiamare anche l'arte degli Sciti, che abitavano la regione dei Monti Altaj nell'antichità.
Il vaso fu disegnato da Abrhram Melnikov. Un altro protagonista nella storia del vaso fu il conte Pavel Nikolayevich Demidov, industriale e finanziatore delle spedizioni del 1834 nelle terre del Don del capo ingegnere francese Leple. Mentre fu l'allora ministro delle Finanze, Egor Kankrin (1774-1845), ad autorizzare, tra il 1823 ed il 1844, il lavoro degli architetti e degli ingegneri che operavano al Museo Hermitage.
Il suo nome deriva dalla località siberiana di Kolyvan', dove nel febbraio del 1830 fu portato un blocco di diaspro, estratto dalle cave dell'Altaj (monte Revnjucha), da cui fu successivamente scolpito il vaso. Il blocco fu trasportato su slitte trainate da 154 cavalli fino al fiume Chusovaya; fu allora spostato su una chiatta e raggiunse San Pietroburgo per via fluviale.
Fu completato nel 1843, dopo undici anni di lavoro. La stanza dell'Ermitage nel quale fu collocato fu completata dopo il posizionamento del vaso stesso, che non sarebbe altrimenti passato dai varchi d'accesso.

## Descrizione
Il vaso è stato ricavato da un unico pezzo di diaspro, di colore verde. Ha forma ellittica, con l'asse maggiore di 4,5 metri, altezza di 2,5 metri e pesa 19 tonnellate.